# ナンシー・カリーヨ
- ナンシー・カリージョ

ナンシー・カリーヨ・デ・ラ・パス（Nancy Carrillo de la Paz、女性、1986年1月11日 - ）は、キューバのバレーボール選手。ポジションはミドルブロッカー、オポジット。キューバ代表。

## 来歴
1995年からキューバのユース代表でプレーし、2000年にはシニア代表に初選出される。2002年からはレギュラーとして活躍し、同年9月にドイツで行われた世界選手権では5位入賞し、自身もベストサーバー賞を受賞した。2004年、アテネ五輪では銅メダル獲得の原動力となった。2007年のモントルーバレーマスターズ、北中米選手権ではMVPに輝いた。
2006年の世界選手権、2007年ワールドカップ、2008年北京五輪でも中心選手として活躍した。
2009年を最後に代表から離れ、海外リーグでプレーしている。2012-13シーズンに所属していたヴォレロ・チューリッヒではオポジットとしてチームを牽引し、国内リーグの優勝へ導き、MVPに選ばれた。また、橋本直子とはチームメイトであった。2013年からはロシアリーグのOmitchka Omskに移籍し、2シーズン活躍した。2015年より中国スーパーリーグの強豪天津に移籍した。

## 球歴
- オリンピック - 2004年（銅メダル）、2008年（4位）
- 世界選手権 - 2002年（5位）、2006年（7位）
- ワールドカップ - 2003年（6位）、2007年（4位）
- 北中米選手権 - 2003年（2位）、2005年（2位）、2007年（優勝）、2009年（3位）
- ワールドグランプリ - 2002年、2003年、2004年、2005年、2006年、2007年、2008年

## 受賞歴
- 2002年 パンアメリカンカップ　ベストスパイカー賞、ベストサーバー賞
- 2002年 世界選手権　ベストサーバー賞
- 2005年 ワールドグランプリ ベストブロッカー賞
- 2005年 北中米選手権 ベストサーバー賞
- 2006年 ワールドグランプリ ベストサーバー賞
- 2007年 モントルーバレーマスターズ　MVP
- 2007年 北中米選手権 MVP、ベストスパイカー賞、ベストブロッカー賞
- 2007年 ワールドカップ ベストスパイカー賞
- 2008年 モントルーバレーマスターズ ベストブロッカー賞
- 2009年 北中米選手権 ベストブロッカー賞
- 2013年 スイスリーグ2012-13　MVP

## 所属クラブ
- Ciudad Habana（1999-2005年）
- ウラロチカ・エカテリンブルク（2005-2006年）
- Ciudad Habana（2006-2009年）
- Associação Desportiva e Cultural Metodista（2011-2012年）
- VBCチューリッヒ（2012-2013年）
- Omitchka Omsk（2013-2015年）
- 天津（2015-2016年）
- RCカンヌ（2016年）
- 天津（2016-2017年）
- 広東恒大（2017-2018年）
- ヴォレロ・チューリッヒ（2018年）
- ヴォレロ・ル・カネ（2018-2019年）
- JAVオリンピコ（2021年）
- Guía（2021-2022年）
- Cangrejeras de Santurce（2024-）